# Медісон (округ, Іллінойс)
Шаблон:StateAbbr_ 38°50′ пн. ш. 89°55′ зх. д. / 38.83° пн. ш. 89.91° зх. д.
Округ Медісон (англ. Madison County) — округ (графство) у штаті Іллінойс, США. Ідентифікатор округу 17119.

## Історія
Округ утворений 1812 року.

## Демографія
За даними перепису
2000 року
загальне населення округу становило 258941 осіб, зокрема міського населення було 221565, а сільського — 37376.
Серед мешканців округу чоловіків було 124758, а жінок — 134183. В окрузі було 101953 домогосподарства, 70070 родин, які мешкали в 108942 будинках.
Середній розмір родини становив 3.
Віковий розподіл населення поданий у таблиці:
| Стать    | До 15 років | 15-21 | 22-29 | 30-39 | 40-49 | 50-65 | 65-85 | Понад 85 |
| -------- | ----------- | ----- | ----- | ----- | ----- | ----- | ----- | -------- |
| Чоловіки | 27346       | 12579 | 12698 | 18451 | 19748 | 19245 | 13471 | 1220     |
| Жінки    | 25671       | 13320 | 13403 | 19009 | 20107 | 20441 | 18883 | 3349     |

## Суміжні округи
- Макупін — північ
- Монтгомері — північний схід
- Бонд — схід
- Клінтон — південний схід
- Сент-Клер — південь
- Сент-Луїс, Міссурі — захід
- Сент-Чарлз, Міссурі — північний захід
- Джерсі — північний захід

## Виноски
1. ↑  U.S. Decennial Census. United States Census Bureau. Архів оригіналу за 26 квітня 2015. Процитовано 7 липня 2014.
2. ↑  Historical Census Browser. University of Virginia Library. Архів оригіналу за 11 серпня 2012. Процитовано 7 липня 2014.
3. ↑  Population of Counties by Decennial Census: 1900 to 1990. United States Census Bureau. Архів оригіналу за 24 квітня 2014. Процитовано 7 липня 2014.
4. ↑  Census 2000 PHC-T-4. Ranking Tables for Counties: 1990 and 2000 (PDF). United States Census Bureau. Архів (PDF) оригіналу за 18 грудня 2014. Процитовано 7 липня 2014.
5. ↑  State & County QuickFacts. United States Census Bureau. Архів оригіналу за 7 червня 2011. Процитовано 7 липня 2014.(англ.) Наведено за англійською вікіпедією.
6. ↑  QuickFacts. Madison County, Illinois. United States Census Bureau. Архів оригіналу за 9 серпня 2019. Процитовано 9 серпня 2019.
7. ↑  American FactFinder. Бюро перепису населення США. Архів оригіналу за 26 лютого 2012. Процитовано 31 січня 2008.

| США | Це незавершена стаття з географії США. Ви можете допомогти проєкту, виправивши або дописавши її. |